# Nationaler Normenkontrollrat
Il Nationaler Normenkontrollrat (tedesco: "Consiglio nazionale per il controllo normativo") è un organismo pubblico indipendente tedesco per la riduzione della burocrazia. Ha il compito di aiutare il Governo federale "a ridurre i costi della burocrazia determinati dalle leggi attraverso l'utilizzo, l'osservazione e il perfezionamento di una misurazione standardizzata dei costi della burocrazia sulla base del modello dei costi standard".

## Origine
Nel patto di coalizione della Grande coalizione del 2005 tra la CDU, la CSU e la SPD fu concordata l'istituzione di un Consiglio per il controllo normativo. L'intesa fu attuata il 1º giugno 2006 con l'approvazione del Gesetzes zur Einrichtung eines Nationalen Normenkontrollrates (NKRG) ("Legge per l'istituzione di un Consiglio nazionale per il controllo normativo"). Le considerazioni fondamentali per il progetto della legge furono elaborate dalla Fachhochschule des Mittelstands (FHM) a Bielefeld (tra gli altri da Hans-Georg Kluge) nonché dalla Fondazione Bertelsmann. Tali concetti furono presentati nel Bundestag tramite i deputati della CDU del Reno Nord-Vestfalia. Il 18 agosto 2006 la legge istitutiva del Nationaler Normenkontrollrat entrò in vigore.
Il modello era l'istituzione paragonabile dei Paesi Bassi, l'Adviescollege toetsing Regeldruck (Actal) ("Comitato consultivo per il controllo degli oneri amministrativi"), che là svolge il ruolo di custode indipendente e neutrale dei metodi di misurazione dei costi della burocrazia.
La coalizione partì dal presupposto che nei Paesi Bassi si era accertato che gli obblighi informativi disposti a livello statale divorano il 3,6 per cento del prodotto interno lordo. Nel caso in cui in Germania con la sua forza economica circa cinque volte più elevata l'intensità della regolamentazione riguardo agli obblighi informativi fosse comparabile con quella nei Paesi Bassi, le imprese tedesche dovrebbero sostenere costi intormo a 80 miliardi di euro a causa di obblighi informativi basati sulle leggi. Allo stesso tempo i Paesi Bassi si sarebbero prefissi di abbattere questi costi di un quarto in quattro anni. Se si applicasse questo obiettivo alla Germania, si arriverebbe a un volume di risparmi di circa 20 miliardi di euro.

## Organizzazione e modo di lavoro
Il Nationaler Normenkontrollrat è vincolato solo al compito stabilito dalla legge istitutiva (il già citato Gesetz zur Einsetzung eines Nationalen Normenkontrollrates (NKRG)) ed è indipendente nella sua attività. 
Il Normenkontrollrat è costituito da dieci membri onorari, che sono nominati dal presidente federale su proposta del Governo. La durata dell'incarico è di cinque anni (uno in più della durata del Parlamento e del Governo federale, in modo da rafforzare l'indipendenza dell'organismo). Una nuova nomina è ammessa. I membri non possono lavorare presso amministrazioni pubbliche o rivestire la carica di deputato. I membri del Normenkontrollrat ricevono un'indennità forfettaria nonché il rimborso delle loro spese di viaggio (Art. 3, par. 10 NKRG). Il rimborso delle spese di viaggio si attiene alle norme vigenti in materia (il cosiddetto Bundesreisekostengesetz o "Legge federale sulle spese di viaggio"). L'indennità forfettaria per il presidente dell'NKR e il suo vicepresidente ammonta a 30.000 euro all'anno, per gli altri membri a 25.000 euro all'anno.

## Funzioni e competenze
Il Normenkontrollrat è l'organo politico centrale di controllo per tutte le questioni che riguardano la riduzione della burocrazia. Il Normenkontrollrat può verificare il rispetto dei principi di misurazione standardizzata dei costi della burocrazia concernenti:
1. i progetti di nuove leggi federali;
2. nel caso dei progetti di leggi di riforma, anche le leggi base;
3. i successivi progetti di disposizioni giuridiche e amministrative di rango secondario;
4. i lavori preparatori di atti giuridici (decisioni quadro, decisioni, accordi e relative misure di esecuzione) e di regolamenti, direttive e decisioni dell'Unione europea;
5. nel caso dell'applicazione del diritto dell'Unione europea, le leggi interessate e le disposizioni giuridiche e amministrative di rango secondario;
6. le leggi federali esistenti e i regolamenti giuridici e le disposizioni amministrative basati su di esse.

Non esistono competenze per l'esame del diritto statale.
Il Normenkontrollrat può a tal fine 
- condurre proprie audizioni;
- fornire perizie su incarico;
- presentare rapporti speciali al Governo federale;
- e chiedere assistenza agli uffici della Federazione e degli Stati.

## Rapporto sui costi della burocrazia
Il Governo federale presenta annualmente al Bundestag un rapporto sulle esperienze con la metodologia per la misurazione standardizzata dei costi della burocrazia nonché sullo stato della riduzione dei costi della burocrazia e la previsione aggiornata se gli obiettivi di riduzione dei costi della burocrazia fissati dal Governo saranno raggiunti entro l'intervallo di tempo indicato.
Il Nationaler Normenkontrollrat presenta anche un rapporto annuale secondo l'Art. 6 NKRG. Questo è a disposizione per lo scaricamento sulla pagina iniziale del sito dell'organo. Qui si può prendere visione dello stato aggiornato dei costi della burocrazia per l'economia. Così ad esempio al 20 febbraio 2008 tutti i progetti di regolamentazione presentati al Nationaler Normenkontrollrat dal Governo federale fino a quel momento, cioè dal 1º dicembre 2006, includevano come saldo un potenziale di sgravi per l'economia di circa 1,3 mld €. Nello stesso tempo occorre però considerare che il Normenkontrollrat non fa nessuna proposta di semplificazione propria, ma valuta solo quelle presentate dal Governo. Ugualmente in molti casi nel successivo processo legislativo sono apportate ancora considerevoli modifiche ai progetti di legge, che possono riflettersi anche sui costi della burocrazia. Nei casi di gran lunga prevalenti il Normenkontrollrat non si esprime sui progetti di legge del Governo federale.
Sulla base dei risultati della valutazione dei costi della burocrazia individuati finora dall'Ufficio federale di statistica, il Governo federale ha deciso di impiegare, in casi determinati, chiaramente definiti, solo un metodo di rilevazione semplificato per l'individuazione dei costi di un obbligo informativo. Sullo sfondo vi erano le osservazioni dell'Ufficio federale di statistica, secondo le quali molti obblighi informativi producono solo oneri modesti per le imprese. Il limite bagattellare fu fissato in 100.000 €. Pertanto nella misurazione dei costi della burocrazia esistenti devono essere evitate le spese superflue e l'esame deve concentrarsi sugli aspetti essenziali. Poiché quasi il 90% di tutti gli obblighi informativi rilevati rientrano nel limite bagattellare, mentre circa il 50% degli obblighi informativi non comportano assolutamente costi (cosiddetta misurazione zero).

### Rapporto 2016
A marzo 2017, l'ultimo rapporto disponibile è quello del 2016, presentato ufficialmente il 21 settembre. Intitolato 10 Jahre Nationaler Normenkontrollrat: Gute Bilanz bei Bürokratieabbau und Folgekostenbegrenzung – alarmierender Rückstand bei E-Government ("10 anni di Nationaler Normenkontrollrat: buon bilancio sulla riduzione della burocrazia e la limitazione dei costi  – allarmante arretrato sull'e-government"), il rapporto, oltre a dare conto del lavoro svolto nell'ultimo anno, coglie anche l'occasione per fare un bilancio sui primi dieci anni di attività dell'organismo, mettendo in evidenza i progressi compiuti e gli aspetti ancora da migliorare.
Per quanto riguarda l'ultimo anno, il rapporto osserva che i costi di conformità sostenuti annualmente dai cittadini, dalle imprese e dalla pubblica amministrazione in Germania sono aumentati nel complesso di 453 mln €, mentre nel 2015 erano scesi di 685 mln €, dopo che negli anni precedenti erano andati continuamente salendo. Gran parte di tale aumento è da attribuire a uno specifico progetto di regolazione, la "Legge per la digitalizzazione della transizione energetica" (Gesetz zur Digitalisierung der Energiewende), che da sola ha prodotto 139 mln € di costi di conformità. L'aumento di tali costi ha inoltre riguardato soprattutto le imprese tedesche, che hanno pagato a tal fine 299 mln € in più rispetto all'anno precedente, in particolare a causa del recepimento della normativa dell'Unione europea.
Il rapporto valuta anche l'effetto sulla riduzione dei costi di conformità della cosiddetta regola One in one out (letteralmente "Uno dentro uno fuori"), introdotta in Germania a partire dal 1º gennaio 2015. La regola prevede che, per ogni aumento di costi imposto all'economia a seguito dell'adozione di un qualsiasi atto di regolazione (disposizione normativa o amministrativa), l'amministrazione competente debba introdurre atti di semplificazione tali da assicurare una riduzione di importo equivalente o superiore. Secondo il rapporto 2016, nell'anno e mezzo di applicazione di questa regola in Germania si è avuto per l'economia uno sgravio di costi di regolazione superiore di circa 1 mld € all'aggravio corrispondente. A tale risultato hanno contribuito anche le "Leggi per lo sgravio della burocrazia" (Bürokratieentlastungsgesetze) del 2015 e 2016, che mirano a "liberare" soprattutto le piccole e medie imprese da oneri burocratici non necessari come obblighi contabili, di registrazione, ecc.
Come si evince dallo stesso titolo del rapporto, l'NKR denuncia un preoccupante ritardo nella digitalizzazione della pubblica amministrazione tedesca, la quale, secondo il presidente Johannes Ludewig, ha "un enorme potenziale" in termini di riduzione dei costi della burocrazia. Perché ciò si realizzi, occorre però
"un patto dell'e-government per la Germania", ossia una stretta collaborazione tra i diversi livelli di governo (federale, statale e comunale) per la realizzazione di una infrastruttura informatica comune, il cui investimento sarebbe ampiamente ripagato, producendo addirittura risparmi positivi, in un rapporto di 5 a 12.
Infine, il rapporto traccia un bilancio ampiamente positivo sui primi dieci anni di attività dell'NKR, che ha contribuito a esplicitare i costi delle decisioni legislative per cittadini, imprese e amministrazioni: "Le leggi hanno in un certo qual modo ottenuto il cartellino del prezzo," afferma Ludewig. Questo rende possibile interventi mirati per ridurre e limitare i costi legislativi e spinge quindi i ministeri e i governi ad adottare le misure necessarie per mantenere questi costi il più bassi possibile.

## Misurazione dei costi della burocrazia con il modello dei costi standard
I costi della burocrazia, di cui il Normenkontrollrat deve verificare la misurazione, sono strettamente definiti. Sono considerati esclusivamente obblighi d'informazione e di documentazione (ad es. dati o statistiche da reperire, rendere disponibili o comunicare per le autorità) di cittadini e imprese, che sussistono sulla base di leggi, regolamenti giuridici, statuti o disposizioni amministrative.
Non sono considerati tutti gli altri costi di misure di regolazione statali (ad. es. vincoli di tutela ambientale come l'altezza di un camino o la sua dotazione di impianti di filtraggio).
I costi della burocrazia devono essere misurati con il modello dei costi standard. Questo rappresenta un metodo di stima grossolano, non incontestato. Le stime sono effettuate dall'Ufficio federale di statistica e pubblicati solo dopo l'approvazione del governo federale.
Nell'uso pratico del modello dei costi standard c'è una serie di questioni di metodo aperte da chiarire. Così ad esempio si discute ancora di come debbano essere valutati i costi di tenuta della contabilità o di come si debbano trattare i cosiddetti "costi di comformità", vale a dire gli obblighi di indormazione che le imprese devono comunque adempiere (ad es. un medico scrive la sua fattura). 
Nel calcolo con il modello dei costi standard sono posti alla base non i costi che si presentano effettivamente in un'impresa, bensì i costi che si presentano in un'azienda che lavora con efficienza normale. Ma l'Ufficio federale di statistica non decide se le attività sono imposte esclusivamente dalla legge, o se l'impresa esercita ancora spontaneamente le attività che eccedono i limiti.

## Membri
I membri del Normenkontrollrat sono:
- Johannes Ludewig (Presidente), ex presidente del Consiglio di amministrazione della Deutschen Bahn AG, segretario di Stato a riposo nel Ministero federale per l'economia e la tecnologia

- Wolf-Michael Catenhusen (Vicepresidente), segretario di Stato parlamentare a riposo e segretario di Stato a riposo nel Ministero federale per la formazione e la ricerca, ex membro del Parlamento dal 1980 al 2002

- Rainer Funke, avvocato, segretario di Stato parlamentare nel Ministero federale della giustizia, ex membro del Parlamento dal 1980 al 1983 e dal 1987 al 2005

- Andrea Versteyl, avvocatessa, giudice onorario presso la Corte Costituzionale sassone a Lipsia

- Sebastian Lechner, presidente di Land dell'Unione Giovane della Bassa Sassonia, laurea in economia

- Thea Dückert, docente all'Università di Oldenburg, membro del Parlamento dal 1998 al 2009

- Gudrun Grieser, sindaco della città di Schweinfurt a riposo

- Sabine Kuhlmann, titolare della cattedra di "Scienze politiche comparate, in particolare amministrazione in Europa" all'Università tedesca di Scienze dell'amministrazione di Spira

- Hanns-Eberhard Schleyer, ex segretario generale della Federazione centrale dell'Artigianato tedesco

- Dorothea Störr-Ritter, presidente del circondario di Brisgovia-Alta Foresta Nera

Il Normenkontrollrat è occupato pariteticamente dai partiti politici. Secondo le agenzie stampa c'è divergenza all'interno del Normenkontrollrat sul grado di deregolamentazione e di sburocratizzazione: mentre i membri della CDU vogliono deregolamentare il più possibile, i membri della SPD mettono in guardia dai pericoli di una riduzione degli standard nel campo del diritto del lavoro, della tutela sociale dei lavoratori e degli assicurati nonché Schutz degli standard di tutela ambientale.
Nel quadro dell'ampliamento delle competenze del Normenkontrollrat nel 2011 fu allargato dai precedenti otto a dieci membri.
Il 21 settembre 2011 infine il Normenkontrollrat rinnovato.
Ex membri del Normenkontrollrat sono:
- Hermann Bachmaier, avvocato, ex vicepresidente del Comitato giuridico del Bundestag

- Gisela Färber, professoressa universitaria di Scienze economiche di Stato all'Università tedesca di Scienze dell'amministrazione

- Henning Kreibohm, avvocato, presidente di circondario a riposo, tesoriere comunale a riposo; ex socio amministratore della Fa. Nord-WestConsult GmbH

- Franz Schoser, ex amministratore delegato della Camera industria e commercio tedesca

- Johann Wittmann, ex presidente del Tribunale amministrativo bavarese, presidente del Consiglio di amministrazione dell'Accademia di amministrazione ed economia di Monaco

## Altri paesi
Molti altri Paesi hanno introdotto elementi di Better Regulation nei loro processi legislativi, dotandosi di nuovi metodi, strumenti e organismi ad hoc paragonabili al Normenkontrollrat. A titolo di esempio, si possono citare i casi del Regno Unito con la Better Regulation Commission (soppressa nel 2008 e sostituita dal Better Regulation Executive) e dei Paesi Bassi con il già menzionato Adviescollege toetsing regeldruk (Actal). Negli USA, infine, esiste il Paperwork Reduction Act come cornice normativa per la riduzione della burocrazia, la cui attuazione è curata da un'apposita agenzia federale, l'Office of Information and Regulatory Affairs (OIRA).